# 4090 Risehvezd
4090 Risehvezd је астероид главног астероидног појаса чија средња удаљеност од Сунца износи 2,357 астрономских јединица (АЈ).
Апсолутна магнитуда астероида је 13,4.